# Sarnówek Duży
Sarnówek Duży – wieś w Polsce, położona w województwie świętokrzyskim, w powiecie ostrowieckim, w gminie Bodzechów.
| SIMC    | Nazwa         | Rodzaj     |
| ------- | ------------- | ---------- |
| 0229850 | Dunale        | przysiółek |
| 0229843 | Na Serwitucie | część wsi  |

W wieku XIX wieś w gminie Ruda Kościelna powiatu opatowskiego, parafii Sienno. Posiadała 35 domów, 212 mieszkańców i 772 morgi gruntu. 
W latach 1975–1998 miejscowość administracyjnie należała do województwa kieleckiego.
Wieś jest siedzibą rzymskokatolickiej parafii św. Antoniego w Sarnówku.